# Penela da Beira
Penela da Beira is een plaats (freguesia) in de Portugese gemeente Penedono en telt 410 inwoners (2001).

## Andere plaatsen behorend tot de gemeente Penedono
- Antas
- Beselga
- Castainço
- Granja
- Ourozinho
- Penedono
- Póvoa de Penela
- Souto